# Hongkou
För andra betydelser, se Hongkou (olika betydelser).
Hongkou är ett stadsdistrikt i centrala Shanghai i östra Kina.
Det judiska ghettot under det andra kinesisk-japanska kriget (1937-45) var beläget i Hongkou- och Yangpu-distrikten.
Hongkou är indelat i åtta stadsdelsdistrikt (jiedao):
- Beiwaitan (北外滩街道)
- Guangzhonglu (广中路街道)
- Jiangwanzhen (江湾镇街道)
- Jiaxinglu (嘉兴路街道)
- Liangchengxincun (凉城新村街道)
- Ouyanglu (欧阳路街道)
- Quyanglu (曲阳路街道)
- Sichuanbeilu (四川北路街道)